# Доллі Олдертон
Доллі Олдертон (англ. Dolly Alderton; нар. 31 серпня 1988) — британська журналістка, телеведуча та продюсер канадського походження.

## Життєпис
Народилася в інтернаціональній родині: одним з її батьків є канадець.

### Освіта
Вона здобула ступінь бакалавра драми та англійської мови в Ексетерському університеті. Продовжила навчання в Лондонському університеті, де отримала ступінь магістра за фахом «Журналістика».

### Кар'єра
Олдертон працює в газеті «Санді таймс» із 2015 року.
Книжка Олдертон «Все, що я знаю про кохання» стала не лише абсолютним бестселером британського Amazon, а й найкращою автобіографією року за версією National Book Award.

## Нагороди і відзнаки
- 2018 – лауреатка премії British Book Award за найкращий саможиттєпис.
- Forbes 30 Under 30 (2018)[3]